# Saint-Python
Saint-Python – miejscowość i gmina we Francji, w regionie Hauts-de-France, w departamencie Nord.
Według danych na rok 1990 gminę zamieszkiwało 1118 osób, a gęstość zaludnienia wynosiła 150 osób/km² (wśród 1549 gmin regionu Nord-Pas-de-Calais Saint-Python plasuje się na 528. miejscu pod względem liczby ludności, natomiast pod względem powierzchni na miejscu 489.).